# Recomeço
Recomeço, é o primeiro álbum de estúdio do rapper Mr. Gângster, lançado em 01 de março de 2013. O álbum foi lançado pela Capela Records e distribuído pela ONErpm. Atualmente possui mais de 25.000 cópias em download digital, tendo alcançado 12.000 cópias em apenas um mês. Recomeço possui dois singles, a canção também intitulada "Recomeço" e "Rolé a Noite". No álbum foi incluído canções do ano de 2012 regravadas como, "Gângster (G.A.N.G.S.T.E.R.)" e "Acredito no que Faço".

## Faixas
| Edição Padrão  |                                       |                |         |  |
| N.º            | Título                                | Compositor(es) | Duração |  |
| 1.             | "Recomeço"                            |                | 3:02    |  |
| 2.             | "Papel & Caneta"                      |                | 2:40    |  |
| 3.             | "Gângster (G.A.N.G.S.T.E.R.)"         |                | 4:01    |  |
| 4.             | "Campeão (Remix)" (com César Dreamer) |                | 2:35    |  |
| 5.             | "Acredito no Que Faço"                |                | 2:56    |  |
| 6.             | "Não Ando, Eu Corro!"                 |                | 2:40    |  |
| 7.             | "Rolé a Noite" (com Marlon Máximos)   |                | 3:10    |  |
| Duração total: | Duração total:                        | Duração total: | 21:10   |  |

| Versão deluxe (faixa bônus) |                       |                |         |  |
| N.º                         | Título                | Compositor(es) | Duração |  |
| 8.                          | "Só Olhar e Aprender" |                | 3:06    |  |
| Duração total:              | Duração total:        | Duração total: | 24:16   |  |

## Tabelas

### Histórico de lançamento
| Região         | Data                | Gravadora      | Formato          | Catálogo     | Ref   |
| -------------- | ------------------- | -------------- | ---------------- | ------------ | ----- |
| Brasil         | 01 de Março de 2013 | Capela Records | Download digital | 719926467704 | [ 5 ] |
| Estados Unidos | 01 de Março de 2013 | Capela Records | Download digital | 719926467704 | [ 4 ] |
| México         | 01 de Março de 2013 | Capela Records | Download digital | 719926467704 | [ 5 ] |